# 川上拓斗
川上 拓斗（かわかみ たくと、1996年4月15日 - ）は、新潟県小千谷市出身のプロ野球審判員。審判員袖番号は29。

## 経歴
小学3年生のときから野球を始め、中学時代はエースを務めた。中越高等学校時代は2年夏に故障しながらも、3年夏には一塁手の控えとしてベンチ入り。県大会準々決勝の日本文理高校戦では最終回で代打として出場するも三振に倒れ、引退した。故障で試合に出られない中、練習試合で審判を任された経験から野球審判員を目指すようになる。
高校卒業後の2015年春より、プロ野球独立リーグのベースボール・チャレンジ・リーグ（BCリーグ）の審判員に採用され、2017年まで公式戦の審判を務めた。他の仕事もしながらだったため、週末の試合が中心だったが、2017年にはリーグの最優秀審判員に選出された。
日本野球機構（NPB）では2013年よりNPBアンパイア・スクールの受講者から審判員を採用する制度を始め、川上も2015年から連続で受講するが、2度不合格となる。2017年の第5回のスクールで合格し、2018年よりNPB研修審判員となる。研修審判員として前年までも所属していたBCリーグに派遣された。
2019年1月1日に日本野球機構審判部に育成審判員として入局。育成審判員として3年間、二軍公式戦での経験を積み、2022年1月1日より一軍公式戦も担当できる正審判員として契約。アンパイア・スクールの制度が始まってから、BCリーグ出身者がNPB正審判員となるのは川上が初。また、新潟県出身のNPB審判員も、2010年に引退した山﨑夏生以来である。

## 審判員出場記録
2024年終了、一軍公式戦出場はなし。